# Казимагомедов, Рамидин Мугибудинович
Рамидин Мугибудинович Казимагомедов (12 августа 1978, с. Новая Мака, Сулейман-Стальский район, Дагестанская АССР, РСФСР, СССР) — российский армрестлер, чемпион мира и Европы.

## Спортивная карьера
Армспортом начал заниматься в 1998 году. В середине марта 2001 года в Махачкале стал чемпионом России. В 2001 году в Польше дважды стал чемпионом мира и на правой руке и на левой. В 2002 году в США на чемпионате мира на правой одержал победу, а на левой руке стал серебряным призёром. Также является двукратным чемпионом Европы 2001 и 2002 годов.

## Личная жизнь
В 1998 году окончил среднюю школу в селе Новая Мака. 